# 戦争と女の顔
『戦争と女の顔』（せんそうとおんなのかお、ロシア語: Дылда）は、カンテミール・バラーゴフ監督による2019年のロシアの歴史ドラマ映画である。2015年のノーベル文学賞を受賞したスヴェトラーナ・アレクシエーヴィッチの『戦争は女の顔をしていない』を原案に、監督のカンテミール・バラーゴフ自ら脚本を執筆した。
第72回カンヌ国際映画祭のある視点部門でプレミア上映され 、監督賞とFIPRESCI賞を獲得した。第92回アカデミー賞国際長編映画賞にロシア代表作として出品され、最終選考10作品に残ったが、ノミネートは逃した。
2022年以降、ロシア国内での上映は禁止されている（後述）。

## ストーリー
第二次世界大戦終結直後のレニングラードは独ソ戦で町も市民も荒廃していた。「のっぽ」というあだ名をつけられた元兵士の長身女性イーヤは、軍病院でニコライ院長の下、看護師として働いている。イーヤは戦争によるストレスでPTSDを患い、時々発作を起こしてしまう。イーヤは戦友マーシャが戦場で産んだ息子パシュカを預かり、自分の息子として育てている。ある日、イーヤはパシュカをあやしている最中に発作を起こし、誤ってパシュカを窒息死させる。しばらくして、戦死した夫の仇を討つために戦場に残っていたマーシャが復員し、イーヤのもとにやってくる。マーシャは息子の死に愕然とする。
パシュカの死に苦しみを抱えたマーシャは、イーヤをダンスに誘う。ダンスホールに向かう途中でイーヤとマーシャは車に乗った二人組の若い男にナンパされるが無視する。しかしダンスホールが閉まっていたため、マーシャはナンパに応じ、イーヤに二人の男のうち積極的な方と車から離れて「デート」するよう促す。その間、マーシャは臆病な男サーシャと車中でセックスする。イーヤはあてがわれた男に抵抗して腕を折り、車に戻るとマーシャを叩く。翌日、イーヤは共同浴場でマーシャの腹に傷跡があることに気付く。
マーシャはイーヤと同じ軍病院で働き始める。そこへ戦争で負傷して入院している兵士ステパンを訪ねて妻がやって来る。彼は英雄視されていたが、四肢麻痺となっており、このまま子供たちと暮らしていくことに耐えられないと訴える。ステパンは妻とともに、ニコライ院長に安楽死を懇願する。当初、ニコライは反対していたが、ステパンと妻の強い願いを受け入れ、イーヤに薬物による安楽死を頼む。皆が寝静まった夜、イーヤは葛藤しながらステパンの首に注射をし、その死を看取る。
体調を崩したマーシャは不妊手術を受けたことをニコライ院長に知られると、後日、イーヤとセックスして子供をつくってほしいと頼む。ニコライは拒否したが、マーシャは認められていない安楽死をイーヤに命じたことを暴露すると脅す。マーシャは、イーヤにもパシュカを死なせた責任を問い詰め寄る。イーヤとニコライは脅しに屈し、子づくりを引き受ける。その代わり、イーヤはニコライとセックスする際、マーシャも一緒にベッドに入ることを懇願する。そして、イーヤはマーシャを抱きながらニコライと性交する。
その後、イーヤはいつまでも妊娠しないことに焦りを感じる。マーシャも精神的不調をきたし、隣人に縫ってもらった緑色のドレスを試着しながら、狂ったように回り続ける。そんなマーシャにイーヤはキスをして落ち着かせようとするが、そのキスはあまりに激しくなり、マーシャは拒絶する。しかし、イーヤのただならぬ愛を察したマーシャは一旦受け止める。一方、マーシャは車中でセックスして以来、好意を寄せてきたサーシャと交際し、イーヤは嫉妬に苦しむ。マーシャに会うためアパートを頻繁に訪れるサーシャに対し、イーヤは怒り、追い払おうとする。イーヤは、病院の同僚に妊娠しないことを相談するが、中年男性と一回性交したくらいでは妊娠するのは難しいと告げられる。イーヤはニコライの自宅を訪ね、再び子作りをしてほしいと懇願するが、既に体調不良を理由に院長を辞任していたニコライは、レニングラードを去るので一緒に来ないかとイーヤを誘う。
マーシャはサーシャに誘われ、彼の両親の住む豪邸を訪れる。サーシャは母親に、将来マーシャと結婚したいと告げるが、母親はマーシャが慰安婦だったと察し、冷淡にあしらう。それに対してマーシャは母親を挑発し、多くの兵士を相手にする中で中絶を繰り返し、不妊手術をしたため、代理母に子供を産んでもらうと主張する。サーシャの母親は、うんざりした息子に捨てられるのが落ちだと警告する。サーシャは激怒して部屋を飛び出し、マーシャは一人で邸を後にする。
帰宅途中、マーシャが乗っていた路面電車が急停止する。下車した乗客たちの間から、背の高い女性が轢かれたという声が上がる。咄嗟にイーヤではないかとアパートに駆けつけるが、イーヤは窓辺に座っていた。動揺と安堵の入り混じるマーシャは、妊娠できなかったことで悲嘆に暮れているイーヤを叩き、サーシャと別れてこれからはずっと一緒にいる、そしていつか授かる子供と再出発したいと告げる。二人はお互いの苦しみを分かち合うように抱擁し涙を流す。

## キャスト
- イーヤ - ヴィクトリア・ミロシニチェンコ
- マーシャ - ヴァシリサ・ペレリギナ
- ニコライ（病院院長） - アンドレイ・ヴァイコフ
- サーシャ - イーゴリ・シローコフ
- ステパン - コンスタンチン・バラキレフ
- リュボフ・ペトロヴナ（サーシャの母） - クセニヤ・クテポワ（英語版）
- アレナ・クチコワ - アリョーナ・クチコヴァ
- バーシュカ - ティモフェイ・グラスコフ
- サーシャの友人 - ヴェニアミン・カッツ
- 隣人のお針子 - オルガ・ドラグノワ
- サーシャの父 - デニス・コジネッツ
- ケイト - アリサ・オレイニク
- シェペレフ - ドミトリー・ベルキン
- オルガ - リュドミラ・モーターナヤ
- 看護婦レオノバ - アナスタシア・フメリニナ
- リャザノフ - ヴィクトル・チュプロフ
- ペトレンコ - ウラジミール・ヴェルズビツキー
- ディコフ - ウラジミール・モロゾフ

## 公開
2019年5月に第72回カンヌ国際映画祭のある視点部門でプレミア上映された。

## 評価、影響

### 興業収入
アメリカ合衆国およびカナダでは19万6258ドル、全世界で合わせて200万ドルを売り上げている。

### 評価
レビュー収集サイトのRotten Tomatoesでは107件のレビューで支持率は93%、平均点は7.8/10となり、「印象的な技術で撮影され、忘れがたい演技によって命を得た『戦争と女の顔』は戦争によって粉砕された人生を悲痛なほど共感的に見ている」とまとめられた。Metacriticでは26件のレビューに基づいて加重平均は84/100と示された。
ロシアでの上映では、女性同士のキスシーンが観客からクレームを受けた。プロデューサーのアレクサンドル・ロドニャンスキーによると、クレーム内容は「この国の神聖な時代を描くのにレズビアンなんてあり得ない」というものだった。

### 影響
ロシアのウクライナ侵攻が起きると、監督のバラーゴフはロシアを非難した。同作品はロシア国内での上映を禁止され、監督のバラーゴフは脅迫を受けてカバルダ・バルカル共和国から脱出した。プロデューサーのロドニャンスキーもロシアによる侵攻を非難し、ロシア防衛相のセルゲイ・ショイグから「あなたの作品を現代文化から排除する」という書簡を送られた。ロドニャンスキーはロシア司法省から外国人工作員にも指定された。

### 受賞とノミネート
| 賞                           | 授賞式        | 部門                 | 対象                           | 結果       | 参照   |
| ---------------------------- | ------------- | -------------------- | ------------------------------ | ---------- | ------ |
| カンヌ国際映画祭             | 2019年5月25日 | ある視点・FIPRESCI賞 | カンテミール・バラーゴフ       | 受賞       | [ 10 ] |
| カンヌ国際映画祭             | 2019年5月25日 | ある視点・監督賞     | カンテミール・バラーゴフ       | 受賞       | [ 9 ]  |
| カンヌ国際映画祭             | 2019年5月25日 | クィア・パルム       | カンテミール・バラーゴフ       | ノミネート | [ 18 ] |
| カンヌ国際映画祭             | 2019年5月25日 | ある視点賞           | カンテミール・バラーゴフ       | ノミネート | [ 7 ]  |
| ヨーロッパ映画賞             | 2019年12月7日 | 女優賞               | ヴィクトリア・ミロシニチェンコ | ノミネート | [ 19 ] |
| オースティン映画批評家協会賞 | 2021年3月19日 | 外国語映画賞         | 『戦争と女の顔』               | ノミネート | [ 20 ] |